# Ayako Uehara
Ayako Uehara (jap. 上原 彩子, Uehara Ayako; * 30. Juli 1980 in Takamatsu) ist eine japanische klassische Pianistin und Musikpädagogin. Sie gewann 2002 als erste Frau und als erster japanischer Staatsbürger den Internationalen Tschaikowski-Wettbewerb im Fach Klavier in Moskau.

## Leben und Werk
Ayako Uehara studierte seit ihrem dritten Lebensjahr an der „Yamaha Music School“ Klavier, Komposition und Musikwissenschaft. Seit 1990 studierte sie in der Master Class dieses Institutes unter anderem bei Vera Gornostaeva. Ihr Konzertdebüt gab sie 1995 in Tokyo mit dem National Symphony Orchestra unter Mstislav Rostropovich mit Beethovens 1. Klavierkonzert. Sie wurde bereits während ihrer Studienzeit in Musikwettbewerben ausgezeichnet wie 1992 in Ettlingen mit einem ersten Preis beim „Internationalen Wettbewerb für junge Pianisten“, im Jahr 2000 mit einem zweiten Preis beim „Sydney International Piano Competition of Australia“ und wie in der Einleitung beschrieben 2002 mit dem ersten Preis beim „Internationalen Tschaikowski-Wettbewerb“ in Moskau.
Nach dem Gewinn des Moskauer KlavierwWettbewerbes trat Ayako Uehara mit zahlreichen bekannten internationalen Orchestern als Solistin auf, unter anderem mit dem London Symphony Orchestra unter Rafael Frühbeck de Burgos (2005/2006), dem BBC Philharmonic Orchestra, den Wiener Symphonikern unter Fabio Luisi, der Dresdner Philharmonie unter Simone Young, dem Russischen Nationalorchester unter Mikhail Pletnev, dem Toscanini Philharmonic Orchestra unter Lorin Maazel. Sie unternahm Japantourneen mit dem Rundfunk-Sinfonieorchester Berlin unter Marek Janowski und dem New Japan Philharmonic Orchestra unter Seiji Ozawa. Seit 2005 gab sie international auch zahlreiche Solistendebüts und Konzerte beispielsweise 2007 in Kopenhagen und 2008 in der Tonhalle in Zürich. Sie trat bei Festivals wie dem Klavier-Festival Ruhr (2003), dem „Internationalen Chopin-Festival“ in Polen (2002, 2005) oder dem Dubrovnik Festival in Kroatien (2003) auf.
Seit 2003 spielte Ayako Uehara drei Tonträgeraufnahmen bei EMI International mit Werken von Tschaikowski, Mussorgski und Prokofjew ein. 2014 wechselte sie zum Label King Records und spielte ihr eigenes Klavier-Arrangement aus Tschaikowskis Nussknacker und Rachmaninows Préludes Op. 32 auf Tonträger ein.
Ayako Uehara wirkt derzeit als außerordentliche Professorin für Klavier an der Universität Tokio.

## Preise
- 1992 1. Preis „Internationaler Wettbewerb für junge Pianisten“ in Ettlingen, Deutschland
- 1995 2. Preis „International Tchaikovsky Competition for Young Musicians“ in Sendai, Japan
- 2000 2. Preis „Sydney International Piano Competition of Australia“ (zusätzlich den Publikumspreis)
- 2002 1. Preis „Internationaler Tschaikowski-Wettbewerb“ im Fach Klavier